# 張文韜
張文韜（Raymond Cheung，1961年12月3日—），香港法律專業人士，執業香港大律師，前任香港發展局政治助理。
張文韜獲加拿大西安大略大學和英國史丹福郡大學（Staffordshire University）法律學位。
張文韜1996年由時事評論員王岸然推薦加入香港民主民生協進會。在1999年香港區議會選舉中以民協成員當選深水埗區議會區議員(南昌中)之後民建聯就不繼私下接觸張希望他能夠加入民建聯，結果令曾經代表民建聯出選南昌中選區的成員高家廣不滿最後退黨連他所成立之地區組織「南昌街商販協會」也消失於社區中，張文韜2000年底退出民協，2002年改投民建聯，後又因選區劃分，在2003年香港區議會選舉中敗於前黨友戴遠名，後戴遠名旋因詐騙案入獄，並褫奪議員資格，張文韜參與補選，擊敗民協派出的張志強及社民連秘書長、前深水埗區議員符偉樂等候選人，出任區議員直至2007年。

## 其他公職
- 香港古物古蹟委員會成員
- 深水埗滅罪委員會成員
- 香港政府多個上訴委員會成員

## 外部參考
- 香港政府新聞公報 - 行政長官委任政治助理張文韜 （页面存档备份，存于）
- 雅虎新聞 - 張文韜
- 張文韜 - 官方近照 （页面存档备份，存于）

| 前任： 周國良 | 深水埗區議員（南昌中） 1999年—2003年 | 繼任： 戴遠名 |
| 前任： 戴遠名 | 深水埗區議員（南昌中） 2005年—2007年 | 繼任： 劉佩玉 |

| 政府职务 | 政府职务                                       | 政府职务      |
| -------- | ---------------------------------------------- | ------------- |
| 首任     | 香港發展局政治助理 2008年6月12日—2012年6月30日 | 繼任： 何建宗 |